# سنت-آن-دو-سول، کبک
سنت-آن-دو-سول (به فرانسوی: Sainte-Anne-du-Sault) شهری در منطقه شهری آرتاباسکا ناحیه سانتر-دو-کبک در استان کبک کانادا است. در سرشماری سال ۲۰۱۱ این شهر ۱٬۳۳۲ نفر جمعیت داشته است و مساحت آن ۵۶٫۰۹ کیلومتر مربع است.